# Glaucidium mooreorum
Glaucidium mooreorum е вид птица от семейство Совови (Strigidae). Видът е критично застрашен от изчезване.

## Разпространение
Видът е разпространен в Бразилия.